# Rock 'n' Groove
Rock 'n' Groove è un album di Bunny Wailer, pubblicato dalla Solomonic Records nel 1981. Il disco fu registrato al Channel One ed al Harry J's Recording Studio di Kingston, Jamaica.

## Tracce
Testi e musiche di Bunny Wailer
Lato A
1. Rock and Groove – 3:10
2. Another Dance – 3:00
3. Dance Rock – 2:51

Lato B
1. Cool Runnings – 3:27
2. Roots Man Skanking – 3:29
3. Jammins – 2:57
4. Ballroom Floor – 2:55

Edizione CD del 2007, pubblicato dalla Tafari Records
1. Rock 'n' Groove – 3:10
2. Dance Ha Fi Gwan – 4:02
3. Cool Runnings – 3:27
4. Nice Time – 3:40
5. Dance Rock – 2:51
6. Rule Dance Hall – 3:54
7. Don Dada – 3:53
8. Still the King – 3:50
9. Rootsman Skanking – 3:29
10. Veteran – 3:30
11. Specialist – 3:40
12. Ball Room Floor – 2:55
13. Conscoius Lyrics – 3:33
14. Jammins – 2:57
15. Raggamuffin – 3:51
16. Another Dance – 3:00
17. Conqueror – 3:28

## Musicisti
- Bunny Wailer - voce, batteria elettrica, accompagnamento vocale
- Dwight Pinkney - chitarra
- Eric Lamont - chitarra
- Keith Sterling - tastiere
- Steele (Wycliffe Steely Johnson) - tastiere
- Headley Deadly Bennett - strumenti a fiato
- Dean Fraser - strumenti a fiato
- Ronald Nambo Robinson - strumenti a fiato
- Robbie Shakespeare - basso
- Flabba Holt - basso
- Sly Dunbar - batteria
- Style Scott - batteria
- The Radics - accompagnamento vocale, cori